# Charles K. Bell

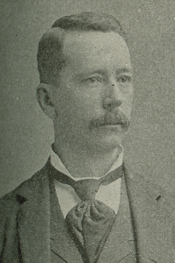
Charles K. Bell

Charles Keith Bell (* 18. April 1853 in Chattanooga, Tennessee; † 21. April 1913 in Fort Worth, Texas) war ein US-amerikanischer Politiker. Zwischen 1893 und 1897 vertrat er den Bundesstaat Texas im US-Repräsentantenhaus.

## Werdegang
Charles Bell besuchte die öffentlichen Schulen seiner Heimat sowie das Sewanee College. Im Jahr 1871 zog er nach Texas. Nach einem anschließenden Jurastudium und seiner 1874 erfolgten Zulassung als Rechtsanwalt begann er in Hamilton in diesem Beruf zu arbeiten. Im Jahr 1876 wurde er Bezirksstaatsanwalt im Hamilton County. Von 1880 bis 1882 war er nochmals in dieser Funktion tätig. Gleichzeitig schlug er als Mitglied der Demokratischen Partei eine politische Laufbahn ein. Im Juli 1884 war er Delegierter zur Democratic National Convention in Chicago, auf der Grover Cleveland erstmals als Präsidentschaftskandidat nominiert wurde. Von 1884 bis 1888 gehörte Bell dem Senat von Texas an. In den Jahren 1888 bis 1890 war er Richter im 29. Gerichtsbezirk seines Staates.
Bei den Kongresswahlen des Jahres 1892 wurde Bell im achten Wahlbezirk von Texas in das US-Repräsentantenhaus in Washington, D.C. gewählt, wo er am 4. März 1893 die Nachfolge von Littleton W. Moore antrat. Nach einer Wiederwahl konnte er bis zum 3. März 1897 zwei Legislaturperioden im Kongress absolvieren. Im Jahr 1896 verzichtete er auf eine weitere Kandidatur. Nach dem Ende seiner Zeit im US-Repräsentantenhaus praktizierte Bell in Fort Worth als Anwalt. Zwischen 1901 und 1904 bekleidete er als Nachfolger von Thomas Slater Smith das Amt des Attorney General von Texas; danach arbeitete er wieder als Rechtsanwalt. Er starb am 21. April 1913 in Fort Worth.